# Lunds Rådhus AB
Lunds Rådhus AB är ett svenskt förvaltningsbolag som agerar moderbolag för de verksamheter som Lunds kommun har valt att driva i aktiebolagsform. Bolaget ägs helt av kommunen.

## Bolag
Källa: 
- Fastighets AB Lund Arena (100%)
- Lunds Kommuns Fastighets AB (100%)
- Lunds Kommuns Parkeringsaktiebolag (100%)
- Visit Lund AB (100%)